# 扬尼斯·乔治亚迪斯
扬尼斯·乔治亚迪斯（希臘語：Ιωάννης Γεωργιάδης，1876年3月29日—1960年5月17日），希腊男子击剑运动员。他曾获得1896年夏季奥运会击剑比赛男子佩剑个人金牌。他也参加了届间运动会和1924年夏季奥运会。